# ماریس کوچینسکیس
ماریس کوچینسکیس (انگلیسی: Māris Kučinskis؛ زادهٔ ۲۸ نوامبر ۱۹۶۱) یک سیاستمدار اهل لتونی است. وی از ۱۱ فوریهٔ ۲۰۱۶ تا ۲۳ ژانویه ۲۰۱۹ نخست‌وزیر این کشور بود.